# Гафури, Франкино
Франкино Гафу́ри, или Франкин Гафу́рий (Franchinus Gaffurius/Gafurius, Franchino Gaffurio/Gafori; 14 января 1451, Лоди — 25 февраля 1522, Милан) — итальянский теоретик музыки и композитор. Теоретические труды писал на латинском и итальянском языках. Наиболее известен трактат Гафури «Музыкальная практика», в четырёх книгах. Автор 18 месс, 11 магнификатов, нескольких десятков мотетов.

## Биография
Изучал теологию и был певчим в бенедиктинском монастыре родного города, там же был рукоположён в священники в 1473 или 1474 году. В 1474-75 годах жил в Мантуе. В 1476-77 годах преподавал музыку в Вероне и Генуе. С 1478 жил в разных городах Италии, служил капельмейстером в соборах Неаполя, Бергамо, с 1484 капельмейстер кафедрального собора в Милане. Профессор музыки Миланского университета (1497; сам себя гордо именовал Regius musicus). Оставался в Милане и после завоевания города французами в 1500. 

## Музыкально-теоретическое учение
В начале научной деятельности испытал сильное влияние Боэция, также хорошо знал Маркетто Падуанского (собственноручно переписал его трактат «Lucidarium»), Франко Кёльнского, Иоанна де Муриса, Уголино из Орвието. В трактате «Музыкальная практика» очевидно влияние Иоанна Тинкториса, вплоть до копирования его нотных примеров. Под влиянием передовых гуманистов в Милане в 1490-х годах стремился освоить оригинальные трактаты греческих философов и музыкантов; не зная греческого языка, заказывал их переводы. В позднем трактате «Труд о гармонии музыкальных инструментов» ощутимо влияние гармоники Птолемея; в частности, опираясь на Птолемея, он впервые дал описание синтонической (напряжённой) диатоники.
Более 20 лет состоял в полемической переписке с болонским учёным Джованни Спатаро (1458-1541). Эта грандиозная полемика, начавшаяся вокруг критики в трактатах Гафури учителя Спатаро Рамоса де Парехи и расширившаяся затем далеко за пределы теории Рамоса, нашла отражение в трёх трактатах Гафури («Апология», «Первое послание» и «Второе послание») и двух трактатах Спатаро.

## Возможный портрет
Ранее предполагалось, что на «Портрете юноши-музыканта», который традиционно приписывают Леонардо да Винчи, изображён Гафури. Ныне это предположение считается маловероятным (в частности, по той причине, что Гафури в момент создания портрета было почти сорок лет). По другой версии, портрет изображает Аталанте Мильоротти.

## Трактаты и переводы

### Инкунабулы и палеотипы

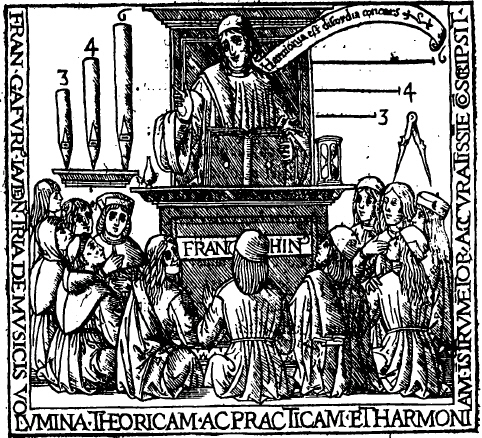
Титульная иллюстрация трактата Гафури «Труд о гармонии музыкальных инструментов» (1518). Надпись по периметру: Franchini Gafurii Laudensis tria de musicis volumina - theoricam ac practicam et harmoniam instrumentorum - accuratissime scripsit. Стоя на кафедре, Гафури изрекает древнюю истину: Harmonia est discordia concors.

- Theoricum opus musice discipline («Теоретический труд о предмете музыки»; Неаполь, 1480; R Lucca, 1996);
- Theorica musicae («Музыкальная теория»; Милан, 1492); англ. перевод: W.K. Kreyszig (New Haven, CT, 1993); итальянский перевод: Ilde Illuminati & Fabio Bellissima (Firenze, 2005);
- Tractato vulgare del canto figurato («Трактат о многоголосной музыке, на итальянском языке», Милан, 1492); напечатан под именем его ученика Франческо Казы (Caza); представляет собой сокращённую итальянскую версию 2-й кн. трактата «Музыкальная практика»; нем. перевод: J. Wolf (Berlin, 1922);
- Practica musice («Музыкальная практика»; Милан, 1496); англ. перевод: Clement A. Miller, в кн.: Musicological Studies and Documents, XX (1969); издание и англ. перевод: I. Young (Madison, WI, 1969); издание и итальянский перевод П. Витторелли (Firenze, 2017);
- Angelicum ac divinum opus musice («Ангельское и божественное назначение музыки»; Милан, 1508), на итальянском языке, в основе — трактат «Музыкальная практика»;
- De harmonia musicorum instrumentorum opus («Труд о гармонии музыкальных инструментов»; Милан, 1518);
- Apologia… adversus Joannem Spatarium et complices musicos bononienses («Апология против Джованни Спатаро и его сторонников, болонских музыкантов»; Турин, 1520);
- Epistula prima in solutiones obiectorum Io. Vaginarii Bononien. («Первое послание — ответ на возражения болонца Джованни Ваджинарио»[9]; Милан, 1521);
- Epistula secunda apologetica («Второе апологетическое послание»; Милан, 1521).

### Рукописи
- Extractus parvus musicae («Краткий конспект учения о музыке», ок. 1474); ed. F.A. Gallo (Bologna, 1969);
- Tractatus brevis cantus plani («Краткий трактат о плавном пении», ок. 1474);
- Theorie musice tractatus («Трактат по теории музыки», ок. 1479); ранняя, рукописная редакция трактата «Theoricum opus musice»;
- Musices practicabilis libellum («Книжечка о музыкальной практике», 1480), ранняя, рукописная редакция 2-й книги трактата «Музыкальная практика»;
- Tractatus practicabilium proportionum («Трактат об употребительных числовых отношениях», ок. 1482), ранняя, рукописная редакция 4-й книги трактата «Practica musice»;
- Micrologus vulgaris cantus plani («Микролог о плавном пении, на итальянском языке», ок. 1482);
- Liber primus musices practicabilis («Книга первая музыкальной практики», 1487); ранняя, рукописная версия кн. 1 трактата «Музыкальная практика»;
- Glossemata quaedam super nonnullas partes theoricae Johannis de Muris («Некоторые глоссы к отделам музыкальной теории Иоанна де Муриса», 1499).